# Magerrasen Schönwalde
Magerrasen Schönwalde este o arie protejată (sit de importanță comunitară — SCI) din Germania întinsă pe o suprafață de 11,82 ha, integral pe uscat.

## Localizare
Centrul sitului Magerrasen Schönwalde este situat la coordonatele 51°59′43″N 13°46′33″E / 51.9953°N 13.7758°E.

## Înființare
Situl Magerrasen Schönwalde a fost declarat sit de importanță comunitară în septembrie 2000 pentru a proteja 1 specie de plante.

## Biodiversitate
Situată în ecoregiunea continentală, aria protejată nu include niciun habitat protejat.
La baza desemnării sitului se află o specie protejată de  plante: Thesium ebracteatum.
Pe lângă speciile protejate, pe teritoriul sitului au mai fost identificate 1 specie de nevertebrate.